# Don’t Wanna Fight
«Don’t Wanna Fight» — песня, записанная американской рок-группой Alabama Shakes, и выпущенная как первый сингл из их второго студийного альбома Sound & Color. 28 февраля 2015 года они впервые песню исполнили во время живого выступления в программе Saturday Night Live.
7 декабря 2015 года песня была номинирована на премию Грэмми-2016 в категориях Лучшая рок-песня и Лучшее рок-исполнение.

## История
Официальный релиз песни прошёл 10 февраля 2015 года. Премьера песни в живом исполнении состоялась 28 февраля 2015 года.
Песня получила положительные отзывы музыкальной критики и интернет-изданий.
Журнал Rolling Stone включил песню «Don’t Wanna Fight» в свой итоговый Список лучших песен 2015 года (поставив её на позицию № 20 в «Best songs of 2015»).

## Чарты
| Чарты (2015)                                 | Высшая позиция |
| -------------------------------------------- | -------------- |
| Бельгия/Фландрия (Ultratip Bubbling Under)   | 32             |
| Бельгия/Валлония (Ultratip Bubbling Under)   | 31             |
| Франция (SNEP)                               | 112            |
| Япония (Billboard Japan Hot 100)             | 61             |
| США (Billboard Hot Rock & Alternative Songs) | 13             |
| США (Billboard Adult Alternative Songs)      | 2              |
| США (Billboard Alternative Airplay)          | 14             |
| США (Billboard Rock & Alternative Airplay)   | 19             |